# Энтони, Кенни
Кенни Дэвис Энтони (англ. Kenny Davis Anthony; род. 8 января 1951) — премьер-министр Сент-Люсии с 24 мая 1997 по 11 декабря 2006 и с 30 ноября 2011 года по 7 июня 2016 года. Представляет Лейбористскую партию.
Окончил педагогический колледж Сент-Люсии, Университет Вест-Индии и Бирмингемский университет (в 1988 году защитил там докторскую диссертацию). Работал советником в министерстве образования, в 1980-81 — министр образования. В 1995 году был избран лидером Лейбористской партии.
На парламентских выборах 11 декабря 2006 года оппозиционная Объединённая рабочая партия получила 11 мест против 6 у Лейбористской партии, и новое правительство сформировал Джон Комптон. В 2006-11 годах Энтони возглавлял оппозицию. В 2007 году возглавлял миссию наблюдателей Содружества наций на выборах в Сьерра-Леоне, в 2008 году посетил Кубу и встретился с первым вице-президентом Хосе Рамоном Мачадо Вентурой. После победы Лейбористской партии на парламентских выборах 28 ноября 2011 года (она завоевала 11 из 17 мест в нижней палате, Доме Ассамблеи).
Энтони является приверженцем интеграции с социал-демократически ориентированными государствами Латинской Америки. В частности, он активно участвует в процессе вступления Сент-Люсии в организации АЛБА (Боливарианский альянс для народов нашей Америки) и Petrocaribe.

## Награды
- Орден «Хосе Марти» (22 января 1999, Куба)[2].